# 雨のオーケストラ
「雨のオーケストラ」（あめのオーケストラ）は、ムックの10枚目のシングル。2005年6月8日発売。発売元はユニバーサルミュージック。

## 概要
- PV監督はセキ★リュウジ。

## 収録曲
1. 雨のオーケストラ(5:56)
（作詞：逹瑯、作曲：YUKKE、編曲：ミヤ・CHOKKAKU）
  - シンセサイザーを前面に押し出している他、ギターを4本ダビングして演奏されている。尚、ストリングスの演奏は弦一徹によるもの。2017年発売の『殺シノ調べII This is NOT Greatest Hits』にて再録されている。
2. 死生、命あり(4:44)
（作詞・作曲・編曲：ミヤ）
3. 語り部の詩(3:50)
（作詞：逹瑯、作曲：YUKKE、編曲：ミヤ）